# Tampa dimediatella
Tampa dimediatella är en fjärilsart som beskrevs av Émile Louis Ragonot 1887. Tampa dimediatella ingår i släktet Tampa och familjen mott. Inga underarter finns listade i Catalogue of Life.